# Minería por fuego

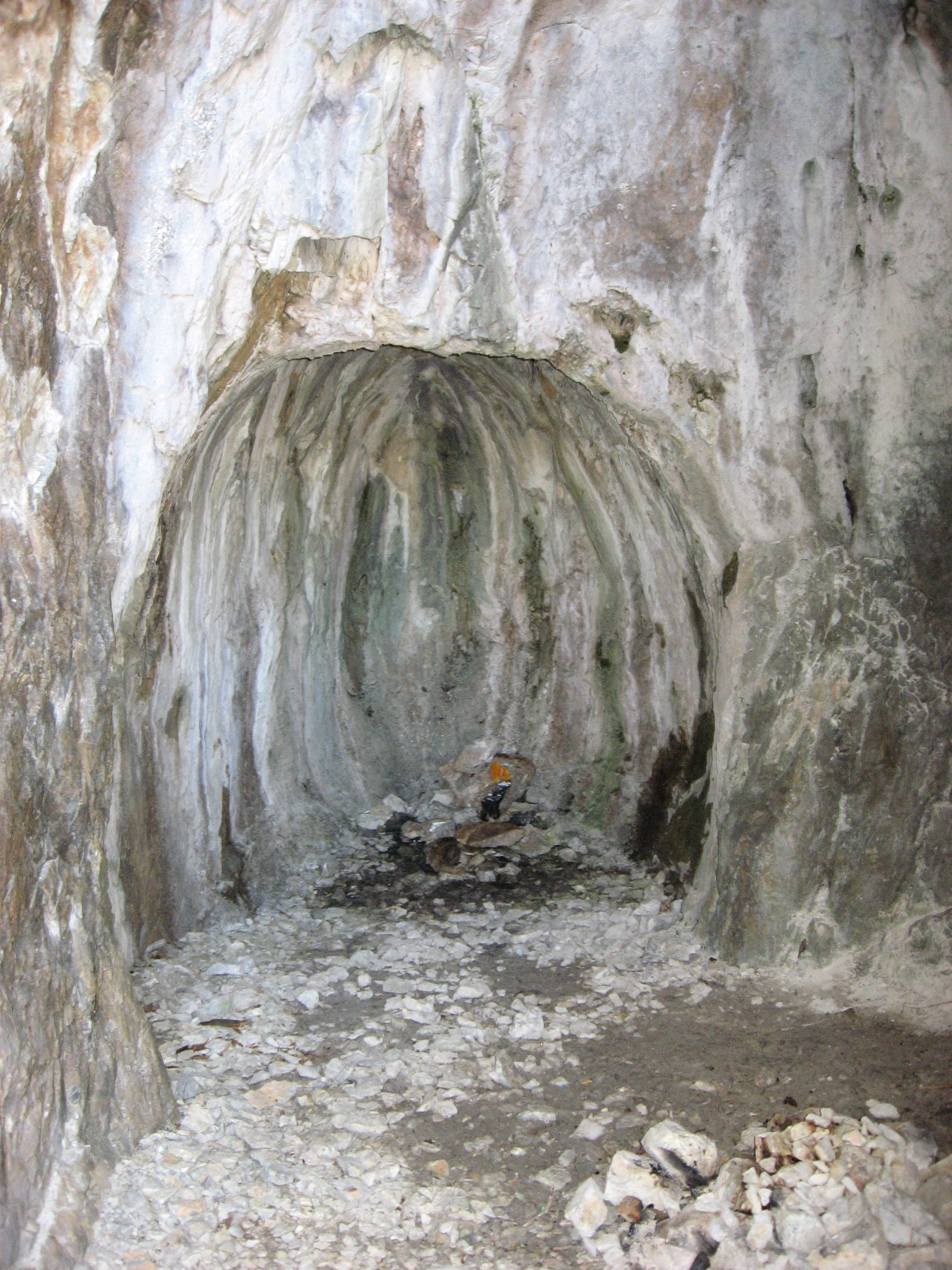
Un pozo de fuego de la Edad de Bronce

La minería por fuego es un método de minería tradicional que se utilizó con frecuencia desde la época prehistórica hasta la Edad Media. El método consiste en prender fuego a una pila de madera contra una pared de roca para calentar la piedra, que luego se rociaba con líquido, lo que provocaba que la piedra se fracturara por choque térmico. Algunos experimentos han sugerido que el agua (o cualquier otro líquido) no tuvo un efecto notable en la roca, sino que ayudaba al trabajo de los mineros al enfriar rápidamente el área después de que se hubiera extinguido el fuego. Esta técnica se realizó mejor en minas a cielo abierto donde el humo y los vapores se podían disipar de forma segura. La técnica era muy peligrosa en trabajos subterráneos sin ventilación adecuada. El método se volvió en gran parte obsoleto con el aumento del uso de explosivos.
Aunque la minería por fuego se utilizó con frecuencia antes de los tiempos modernos, se ha utilizado esporádicamente desde entonces. En algunas regiones del mundo, en particular África y Eurasia, la minería por fuego continuó utilizándose hasta los siglos XIX y XX. Se usaba donde la roca era demasiado dura para perforar agujeros con barrenadores de acero para voladuras o cuando era económico debido al bajo costo de la madera.

## Historia

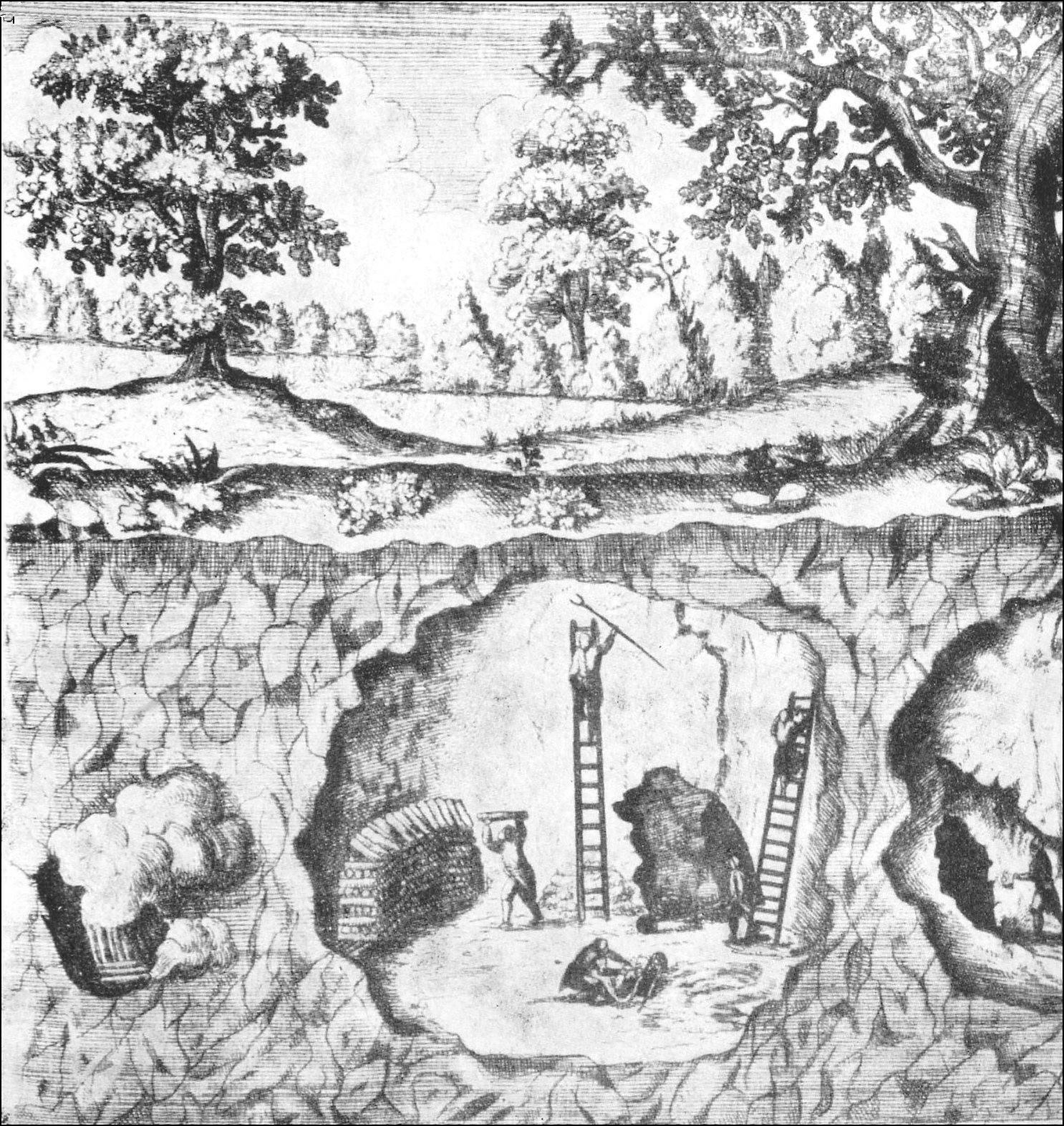
Minería por fuego en una mina de estaño subterránea.

Los vestigios más antiguos de este método en Europa se encontraron en el sur de Francia (departamento de Hérault) y se remontan a la Edad del Cobre. Existen numerosos hallazgos de la Edad del Bronce, como en los Alpes, en el antiguo distrito minero de Schwaz - Brixlegg en el Tirol, o en el área de Goleen enCork, por nombrar algunos.
En cuanto a las fuentes escritas antiguas, Diodoro Sículo describió por primera vez la minería por fuego en su Biblioteca histórica, escrita alrededor del 60 AC., sobre los métodos de extracción utilizados en las minas de oro del antiguo Egipto. También lo menciona con mayor detalle Plinio el Viejo en su Historia natural, publicada en el siglo I. En el Libro XXXIII, describe los métodos de extracción de oro y la búsqueda de las vetas auríferas subterráneas mediante túneles y rebajes. Menciona el uso de vinagre para apagar la roca caliente, pero el agua habría sido igual de eficaz, ya que el vinagre era caro en ese momento para su uso regular en una mina. La referencia al vinagre puede provenir de una descripción de Livio del cruce de los Alpes por Aníbal, cuando se dijo que los soldados usaban vinagre para prender fuego para remover grandes rocas en el camino de su ejército. La eficacia de las soluciones de ácido acético fuertes sobre piedra caliza calentada se ha demostrado en experimentos de laboratorio.

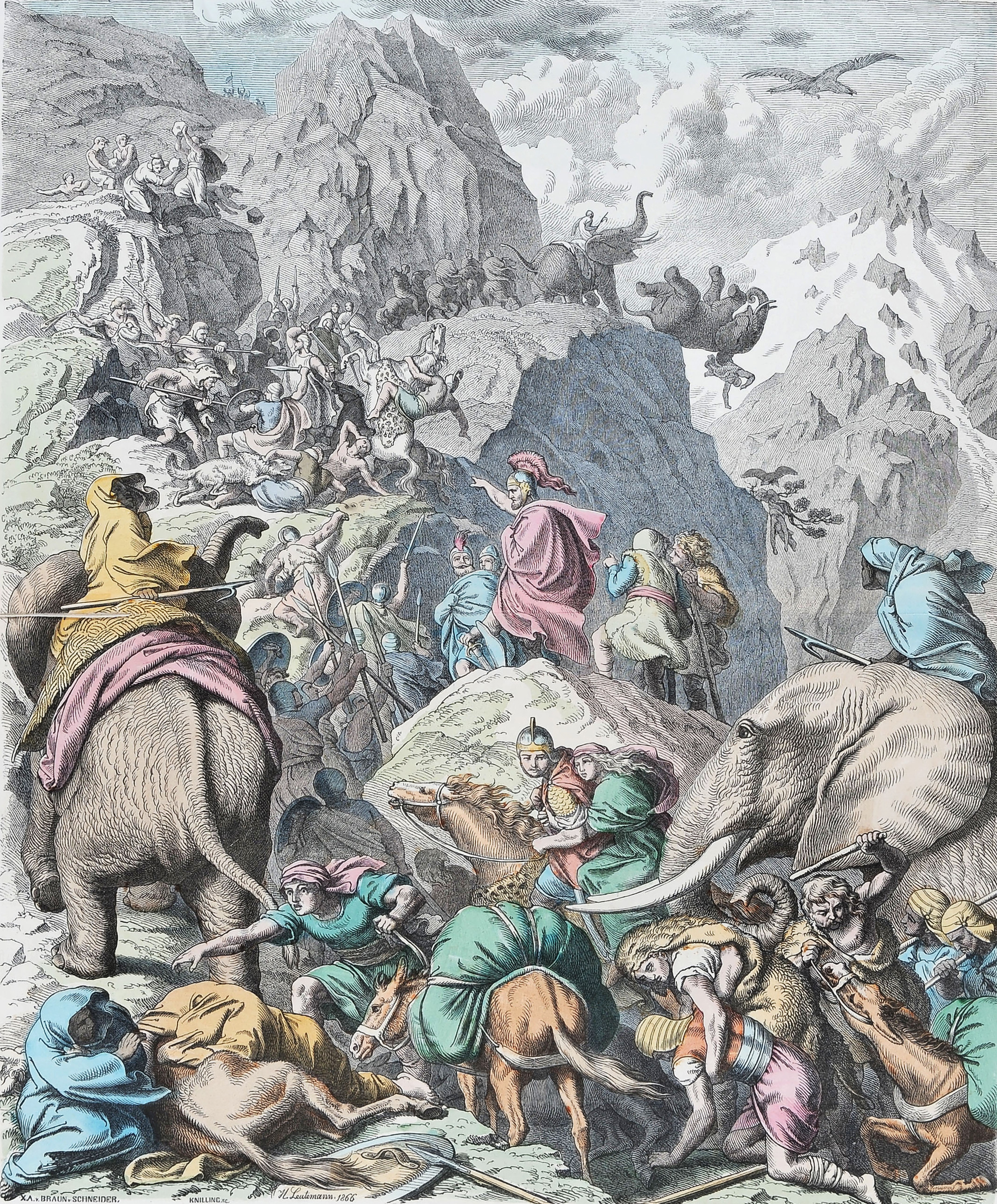
Aníbal y sus hombres cruzan los Alpes.

Plinio también dice que el método se utilizó tanto en la minería a cielo abierto como en la minería profunda. Esto se ve confirmado por los restos encontrados en la mina de oro romana de Dolaucothi en el oeste de Gales, cuando los mineros modernos irrumpieron en trabajos mucho más antiguos durante la década de 1930, donde encontraron cenizas de madera cerca de las caras de las rocas trabajadas. En otra parte de la mina, hay tres túneles a diferentes alturas que han sido conducidos a través de roca estéril hasta las vetas auríferas a una distancia considerable, y habrían proporcionado drenaje y ventilación para eliminar el humo y los gases calientes durante la operación. Ciertamente, eran mucho más grandes en sección de lo normal para las galerías de acceso, y la corriente de aire que las atravesaba habría sido considerable.
La minería por fuego se utilizó ampliamente durante la minería a cielo abierto, y Plinio también la describe en relación con el uso de otra técnica de minería que consistía en suministrar grandes cantidades de agua al cabezal de la mina (mediante un acueducto), donde se almacenaba en tanques y cisternas. Luego el agua se liberaba subitamente para escurrir ladera abajo, tanto el suelo en el caso de la prospección de vetas de metal, como luego los escombros de roca después de que se había encontrado una veta. La minería por fuego se usó para romper las rocas duras de la veta y la roca estéril circundante, y era mucho más segura de usar en trabajos sobre el suelo, ya que el humo y los vapores se podían disipar más fácilmente que en un espacio confinado subterráneo. Plinio también describe métodos de socavamiento que se utilizaron para facilitar la remoción de rocas duras y probablemente también depósitos aluviales más blandos.

## Europa medieval

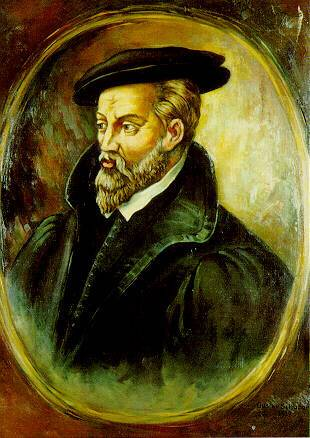
Agricola, autor de De re metallica

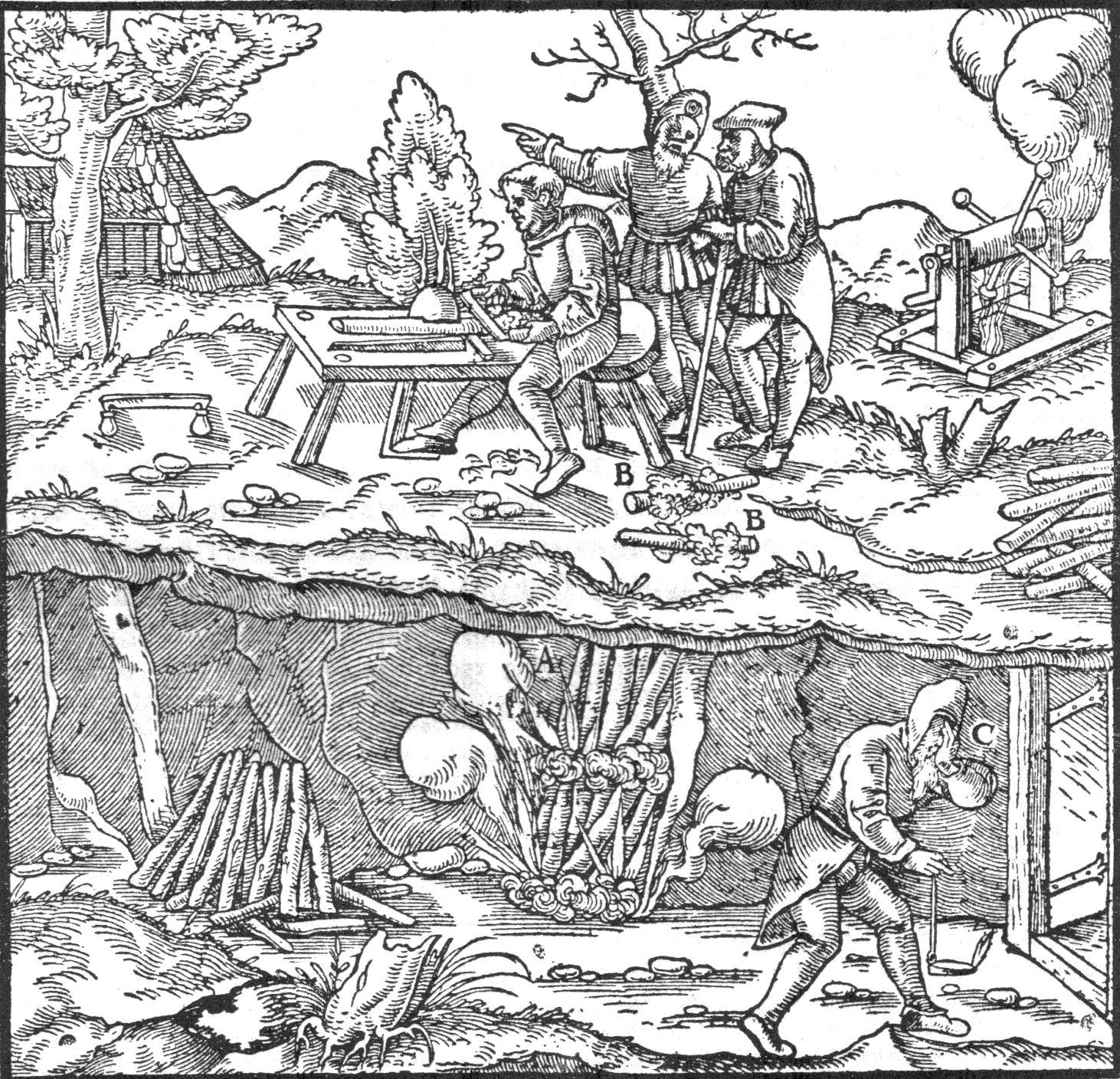
Minería por fuego bajo tierra

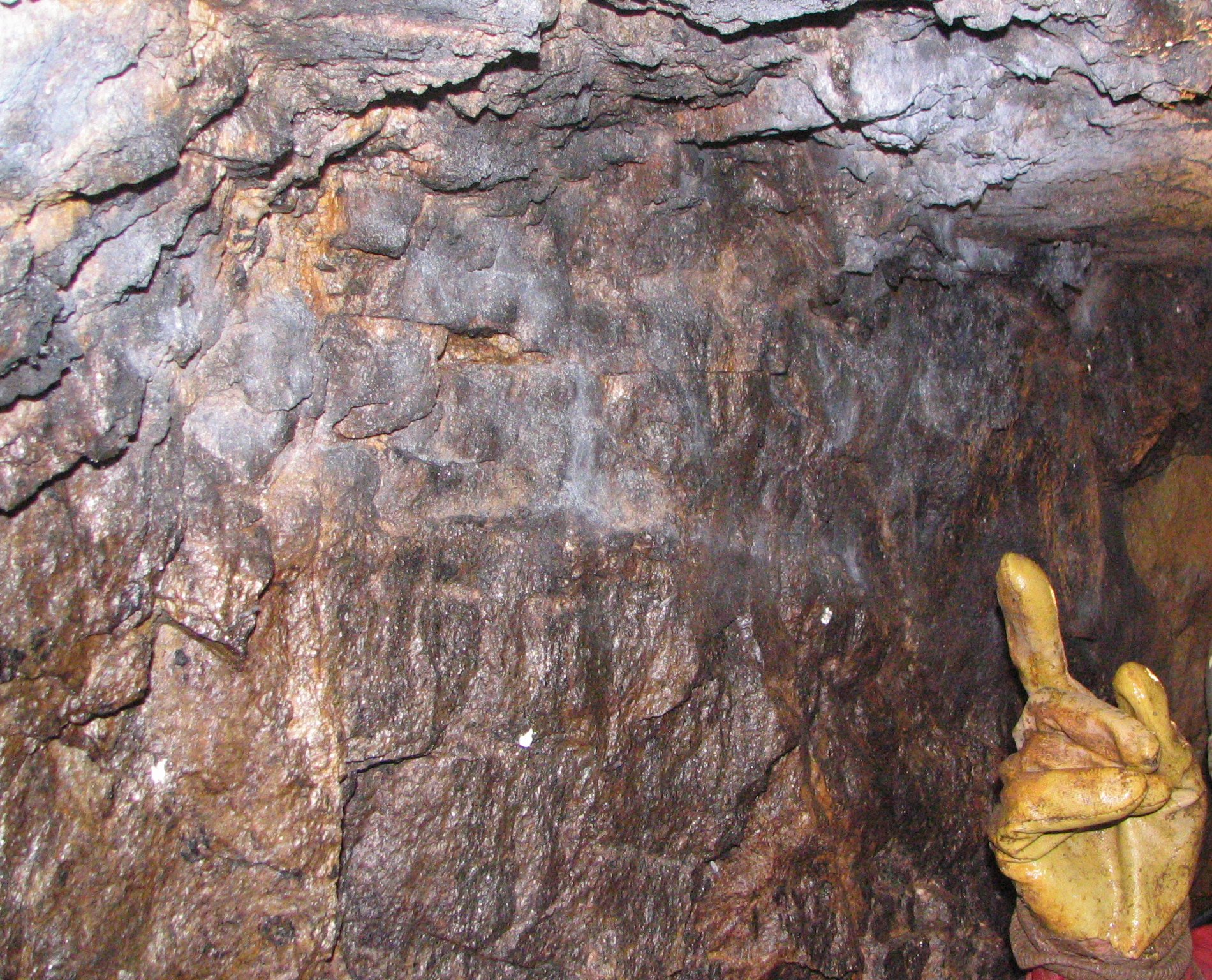
Galería con residuos de fogatas, siglos XII al XIII.

El método continuó en uso en el período medieval y es descrito por Georg Agricola en su tratado sobre minería y extracción de minerales, De re metallica. Advierte sobre el problema de los "vapores fétidos" y la necesidad de evacuar las labores mientras se encienden los fuegos, y presumiblemente durante algún tiempo después hasta que los gases y el humo se hayan despejado. El problema plantea la cuestión de los medios de ventilación en las minas, un problema que a menudo se resuelve asegurando que haya un camino continuo para escapar de los humos nocivos, quizás con la ayuda de ventilación artificial. Agricola menciona el uso de grandes fuelles accionados por agua para crear una corriente de aire, y la continuidad de los trabajos en la superficie era esencial para que una corriente de aire los atravesara.
En épocas posteriores, se utilizó una fogata en la base de un pozo para crear una corriente ascendente, pero al igual que el inicio de una fogata, era un procedimiento peligroso e imposible, especialmente en las minas de carbón. A medida que aumentaba el número y la complejidad de las obras subterráneas, era necesario tener cuidado para canalizar la corriente de aire a todas las partes de los túneles y los frentes. Por lo general, se lograba instalando puertas en puntos clave. La mayoría de las muertes en desastres de minas de carbón fueron causadas por la inhalación de gases tóxicos producidos por explosiones de grisú.
El método continuó en uso durante muchos años hasta que finalmente se volvió obsoleto por el uso de explosivos. Sin embargo, también producen gases tóxicos y es necesario tener cuidado para asegurar una buena ventilación para eliminar esos gases, como el monóxido de carbono, así como la elección del explosivo en sí para minimizar su emisión.